# Павлов Іван Зосимович
Іван Зосимович Павлов (23 березня 1902, село Матюші, тепер Білоцерківського району Київської області — ?) — український радянський партійний діяч, заступник секретаря ЦК КП(б)У із машинобудівної промисловості та завідувач відділу машинобудівної промисловості ЦК КП(б)У.

## Життєпис
Член ВКП(б).
З 1940 року — в Червоній армії. Служив батальйонним комісаром 6-ї армії. Учасник німецько-радянської війни.
Перебував на відповідальній партійній роботі в апараті ЦК КП(б)У. На 1944 — серпень 1946 року — заступник завідувача відділу машинобудівної промисловості ЦК КП(б)У.
У серпні 1946 — жовтні 1947 року — заступник секретаря ЦК КП(б)У із машинобудівної промисловості — завідувач відділу машинобудівної промисловості ЦК КП(б)У.
З жовтня (затверджений в грудні) 1947 по листопад 1948 року — 1-й заступник завідувача відділу машинобудівної промисловості ЦК КП(б)У.
На вересень 1951 — червень 1953 року — заступник завідувача відділу машинобудування(?) ЦК КП(б)У.
З червня 1953 по серпень 1954 року — заступник завідувача промислово-транспортного відділу ЦК КПУ.
З вересня 1954 року — заступник завідувача відділу машинобудування ЦК КПУ.
Подальша доля невідома. На 1985 рік — персональний пенсіонер.

## Звання
- майор

## Нагороди
- орден «Знак Пошани» (23.01.1948)
- орден Вітчизняної війни ІІ ст. (6.04.1985)
- ордени
- медаль «За перемогу над Німеччиною у Великій Вітчизняній війні 1941—1945 рр.» (1945)
- медалі